# Gare de Ham-sur-Sambre
Pour les articles homonymes, voir Gare de Ham.
La gare de Ham-sur-Sambre était une halte ferroviaire belge de la ligne 130, de Namur à Charleroi, située à Ham-sur-Sambre sur le territoire de la commune de Jemeppe-sur-Sambre dans la province de Namur en région wallonne.
Elle est mise en service en 1933 par la Société nationale des chemins de fer belges (SNCB). C'est un arrêt sans personnel de la SNCB, desservie par des trains Omnibus (L) et Heure de pointe (P).
Elle est fermée le 1er avril 2019 du fait de sa très faible fréquentation (moins de 8 personnes par jour) et de sa forte proximité avec la gare de Jemeppe-sur-Sambre.

## Situation ferroviaire
Établie à 105 m d'altitude, la gare de Ham-sur-Sambre est située au point kilométrique (PK) 16,20 de la ligne 130, de Namur à Charleroi, entre les gares de Moustier et de Jemeppe-sur-Sambre.

## Histoire
L'arrêt de Ham-sur-Sambre est mis en service, le 10 août 1933 par la Société nationale des chemins de fer belges (SNCB) sur la ligne de Charleroi à Namur, en service depuis 1843.
Elle n'est distante de la gare de Jemeppe-sur-Sambre que de quelques centaines de mètres ; cependant, il n'existe pas de route directe reliant la gare et le village de Ham-sur-Sambre à la gare de Jemeppe-sur-Sambre.
En raison de la proximité immédiate de l'usine chimique Inovyn (anciennement Solvay) de Jemeppe-sur-Sambre, produisant du peroxyde d'hydrogène, une alarme est disposée à l'entrée des quais pour interdire l'accès à la gare en cas de fuite de gaz toxique.
Cette halte n'est plus desservie par les trains depuis le 1er avril 2019.

## Service des voyageurs

### Accueil
Avant sa fermeture, cette halte SNCB, était un point d'arrêt non géré (PANG) à accès libre.

### Desserte
Ham-sur-Sambre est située sur la ligne S61 du RER de Charleroi exploitée par la SNCB ; en temps normal, la desserte comprenait un train par heure (voir fiche horaire (brochure) de la ligne 130).
Du 1er avril 2019 au 3 novembre 2019, des travaux urgents de réfection des voies entraînent la suppression intégrale des trains censés desservir la gare de Ham-sur-Sambre.
Le 4 novembre 2019, la circulation desdits trains a repris mais ces trains ne desservent plus Ham-sur-Sambre, de plus aucune desserte n'est à nouveau prévue dans la desserte horaire du premier semestre 2020 qui commence le 15 décembre 2019.

Vues de la halte en 2022
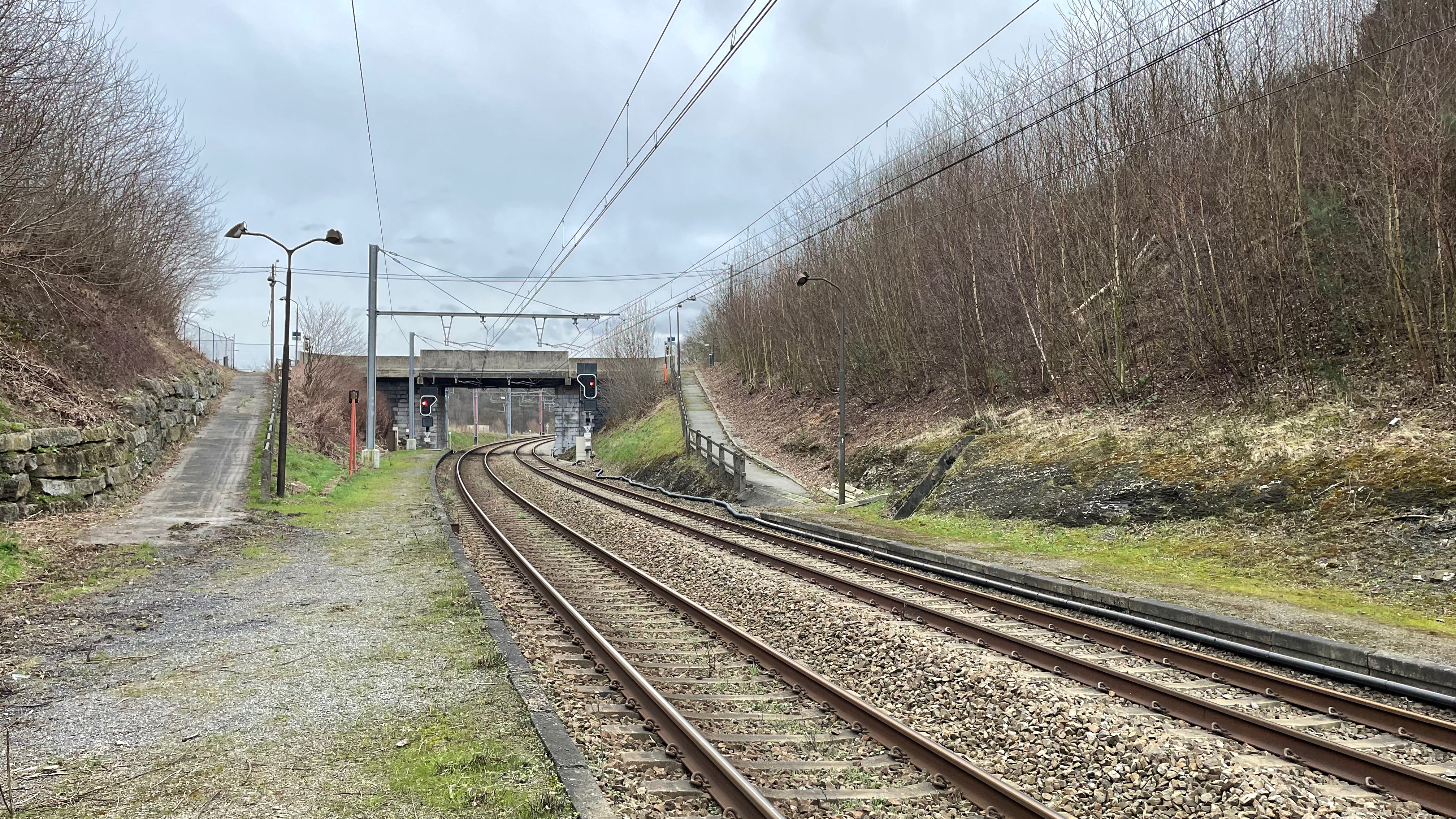
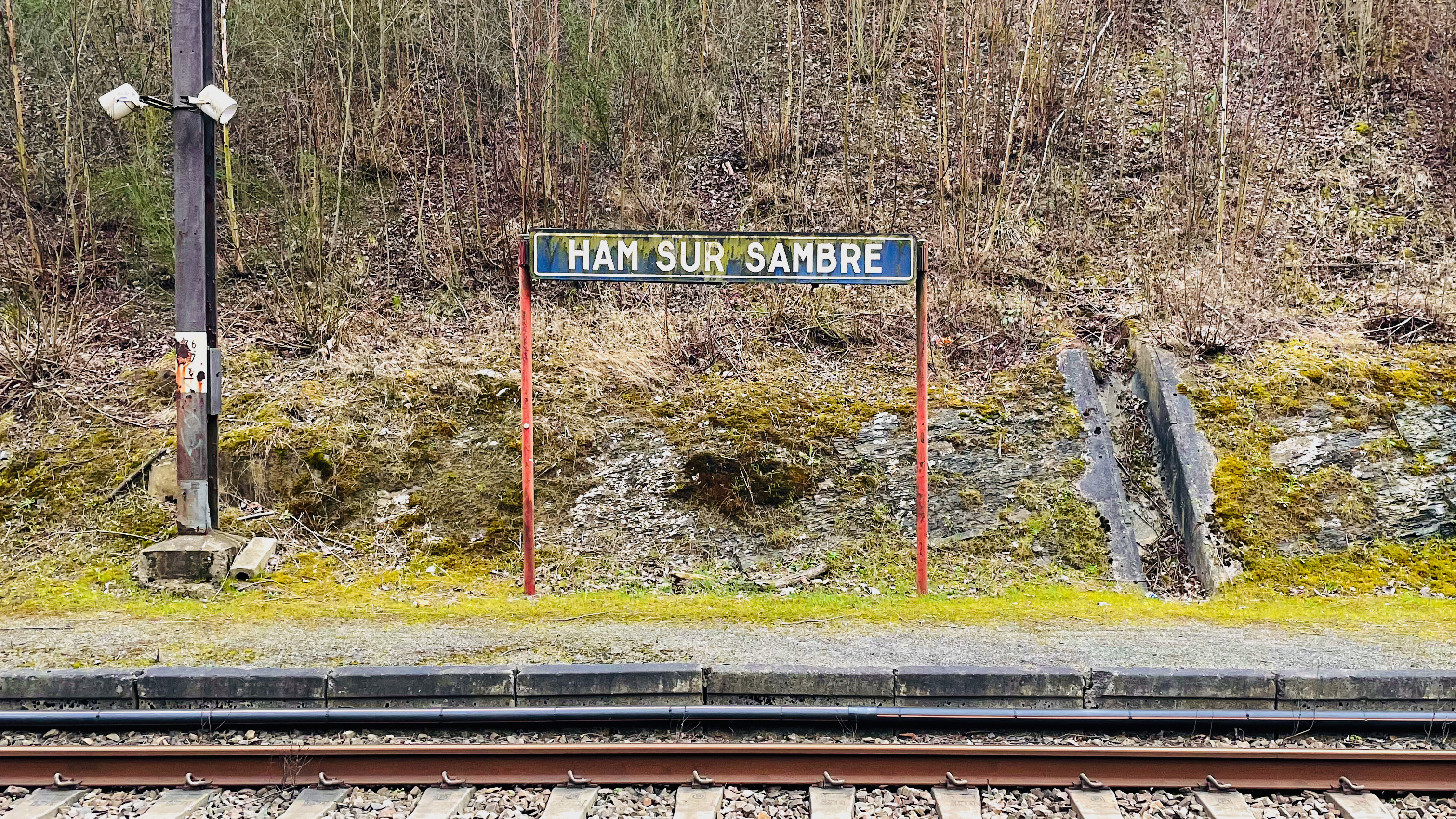
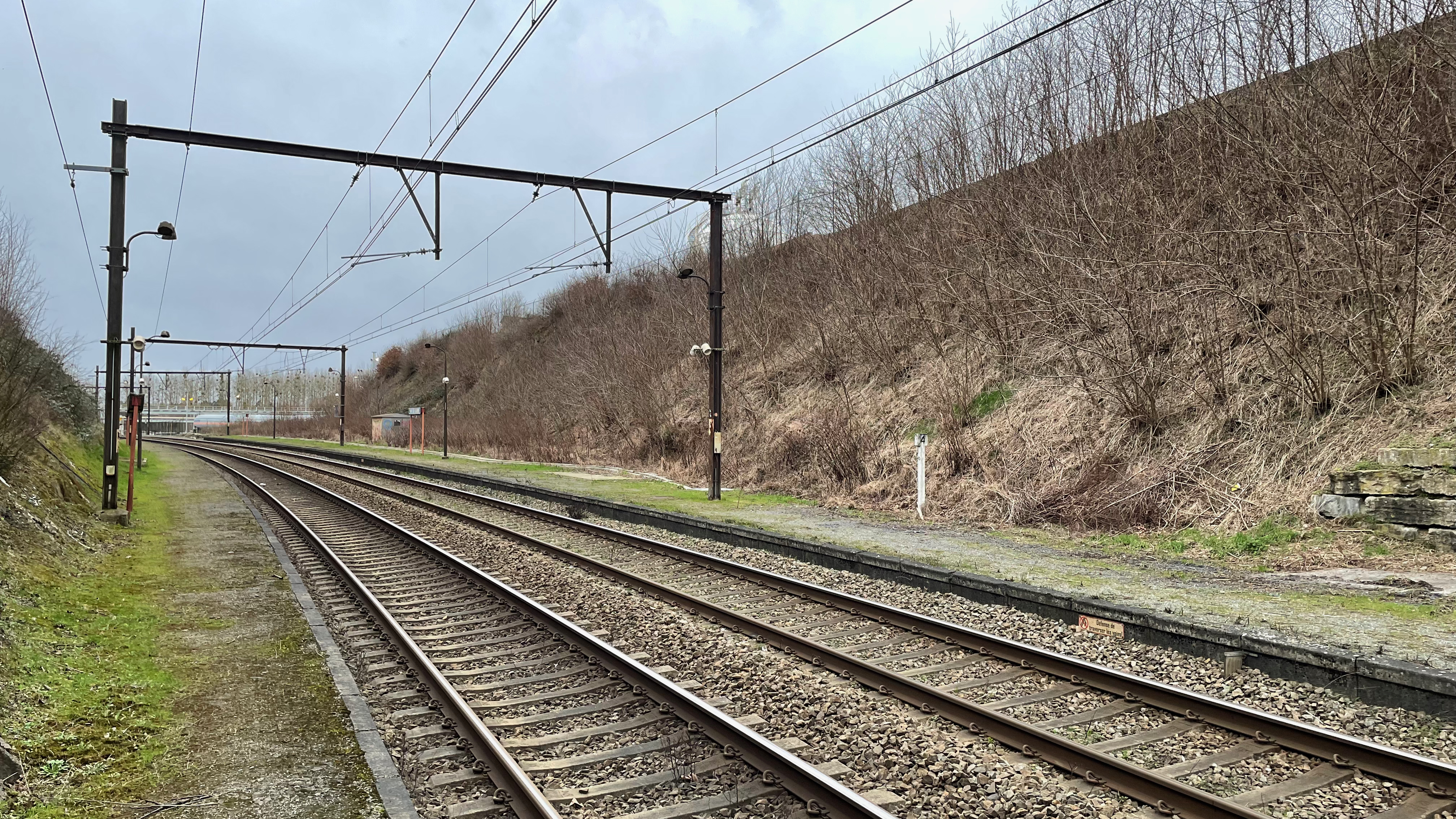